# Doko Toshio
Doko Toshio (Okayama, 15 settembre 1896 – Tokyo, 4 agosto 1988) è stato un manager giapponese.
Fu un manager determinante nel rilancio produttivo giapponese dopo la seconda guerra mondiale, in particolare tra il 1974 ed il 1980, quando venne chiamato alla guida della Toshiba Corporation e nominato presidente del Keidanren, l'organizzazione degli industriali.
Dopo aver conseguito nel 1920 il diploma presso la Scuola Tecnica Superiore di Tokyo, lavorò per il Cantiere Ishikawajima Co., prima come progettista di turbine e poi, tra il 1950 ed il 1960, come presidente. In questo period rinnovò l'azienda, al fine di beneficiare dei consistenti appalti forniti dagli Stati Uniti durante la Guerra di Corea.
In seguito diresse la fusione Ishikawajima-Harima e Heavy Industries Co. Ltd., supervisionando nel 1960 la costruzione della Maru Idemitsu, la più grande petroliera del mondo. Alla Toshiba, in qualità di vicepresidente, tra il 1965 ed il 1972, e presidente tra il 1972 ed il 1976, risollevò il morale dei lavoratori guidando la società verso la prosperità.